# 8962 Ноктуа
8962 Ноктуа (8962 Noctua) — астероїд головного поясу, відкритий 24 вересня 1960 року.
Тіссеранів параметр щодо Юпітера — 3,186.